# Баратынский, Лев Андреевич
Лев Андреевич Баратынский (Боратынский) (1848—1907) — московский вице-губернатор (1890—1902), действительный статский советник (1892); двоюродный племянник поэта Е. А. Баратынского.

## Биография
Родился 9 мая 1848 года. Происходил из старинного польского шляхетского рода Боратынских: отец, Андрей Ильич (1813—1889), был сыном контр-адмирала И. А. Баратынского; мать — Елена Львовна Боде (1826—1862; дочь Л. К. Боде и Н. Ф. Колычёвой). В семье было 7 детей; один из братьев, Михаил (1855—1923), стал летописцем своей семьи: в 1910 году он опубликовал исследование «Род дворян Боратынских».
Окончив кандидатом естественное отделение физико-математического факультета Московского университета поступил 16 января 1874 года на службу чиновником для особых поручений Московского губернского правления; с 1879 года — камер-юнкер. С 29 ноября 1890 года Л. А. Баратынский исполнял должность московского вице-губернатора, в которой находился до 13 октября 1902 года. В период 28 декабря 1891 — 12 сентября 1892 годов он исполнял обязанности, находившегося в отпуске по болезни, гражданского губернатора Московской губернии Д. С. Сипягина. Был произведён в действительные статские советники 30 августа 1892 года.
Великий князь Сергей Александрович ценил его как администратора и ходатайствовал о назначении ему усиленной пенсии.
Умер Л. А. Баратынский в 1907 году.

## Награды
Был награждён российскими и иностранными орденами:
российские
- орден Св. Станислава 2-й ст. (1885)
- орден Св. Анны 2-й ст. (1896)
- орден Св. Владимира 3-й ст. (1899)

иностранные
- орден Почётного легиона, кавалерский крест (1892)
- орден Бухарской золотой звезды 1-й ст. (1893)

## Семья
В представлении в связи с его назначением вице-губернатором указывалось: «человек многосемейный и при этом не обладающий материальными средствами».
Был трижды женат:
1. (с 30.01.1872) дочь коллежского асессора Екатерина Ивановна Тимирязева, племянница К. А. Тимирязева.
2. Елизавета Сергеевна Фохт. Их дочь, Наталья вышла замуж за Н. Л. Оболенского[1], первой женой которого была дочь Льва Толстого, Мария[7]. За женой числилось: дом в Москве и 2500 десятин земли в Пензенской губернии[6].
3. Зоя Ивановна Фохт, дочь губернского секретаря Ивана Павловича Хорошавина[8]

## Комментарии
1. ↑  В своих воспоминаниях[1] Т. А. Фохт-Ларионова употребляет словосочетание «внучатый племянник», однако в то время так называли сына «внучатого» (то есть, двоюродного) брата.